# Mylothris sulphurea
Mylothris sulphurea is een vlindersoort uit de familie van de Pieridae (witjes), onderfamilie Pierinae.
Mylothris sulphurea werd in 1895 beschreven door Aurivillius.